# Чавес Роблес, Родриго
Родриго Альберто де Хесус Чавес Роблес (исп. Rodrigo Alberto de Jesús Chaves Robles, род. 10 июня 1961, Сан-Хосе, Коста-Рика) — коста-риканский экономист и политик, министр финансов (2019—2020). Президент Коста-Рики с 8 мая 2022 года.

## Биография
Родился 10 июня 1961 года в столичном районе Кармен, в центральном кантоне Сан-Хосе. Получил в Университете штата Огайо степени бакалавра, магистра и доктора философии по аграрной экономике. До своего назначения на пост министра он работал директором Всемирного банка по вопросам Индонезии и стран Америки, Европы и Азии.
В 1992 году, перед получением степени доктора философии, Институт международного развития Гарвардского университета предложил ему четырёхмесячную стипендию для проведения полевых исследований по бедности, микропредприятиям и средним предприятиям в Индонезии. После того, как он защитил докторскую диссертацию, Всемирный банк предложил ему работу для возможности последующей публикации его исследований.
Чавес объявил о том, что он принял решение уйти в отставку с поста сотрудника Всемирного банка и вернуться в Коста-Рику, потому что он считал, что, если бы он попросил отпуск, мог возникнуть конфликт интересов из-за бесед, которые он должен был провести с этой организацией в рамках своего министерского руководства.
Однако в августе 2021 года, когда стали известны результаты расследования обвинений в сексуальных домогательствах, выдвинутых ранее в отношении Чавеса, сообщалось о том, что это может стать причиной его отставки из Всемирного банка.

## Министр финансов
30 октября 2019 года президент Карлос Альварадо Кесада назначил Чавеса новым министром финансов Коста-Рики, однако официально он вступил в данную должность лишь 26 ноября того же года.
Сразу после этого Чавес заявил о том, что его приоритетами будут обеспечение соблюдения налогового законодательства, увеличение сбора существующих налогов, борьба с уклонением от уплаты налогов и продолжение сдерживания государственных расходов.
В феврале 2020 года Чавес представил на рассмотрение Законодательным собранием законопроект об использовании излишков государственных учреждений для погашения долга.
В том же месяце Чавес произвел кадровые изменения в структуре министерства финансов, уволив нескольких сотрудников. В знак протеста против данного решения в отставку подали заместитель министра доходов Владимир Вильялобос Гонсалес, генеральный директор налогового управления Карлос Варгас Дуран, генеральный директор таможенной службы Хуан Карлос Гомес Санчес и директор налоговой полиции Ирвинг Малеспин Муньос.
26 марта 2020 года, во время чрезвычайной ситуации в связи с пандемией COVID-19, Чавес объявил в интервью журналистам о предложении взимать налог солидарности с заработной платы госслужащих и частных лиц в размере свыше 500 000 колонов, чтобы получить ресурсы для поддержки людей, лишившихся работы на фоне введенного правительством локдауна. После резкой критики со стороны некоторых представителей общественности, правительство отказалось от поддержки данной идеи.
Министр связи Нэнси Марин заявила прессе: «Президент ясно дал понять, что г-н Родриго не следовало делать этого заявления. Никогда не предполагалось, что это пойдет на зарплату в 500 000 колонов. Министру не следовало делать такого заявления в тех выражениях, в которых он его представил».
22 апреля 2020 года директор Коста-Риканского фонда социального обеспечения (CCSS) Марио Девандас публично осудил тот факт, что министр финансов заявил на встрече, в которой участвовал Альварадо, что «ничего нельзя сделать для спасения Фонда, потому что страна не может обанкротиться, чтобы спасти его».
28 мая 2020 года Чавес подал в отставку с должности главы Минфина.

## Участие в президентских выборах
В июле 2021 года Родриго Чавес заявил о выдвижении своей кандидатуры на пост президента Республики Коста-Рика.
В рамках своей кампании возглавляемая Чавесом Социал-демократическая прогрессивная партия стремилась к борьбе с коррупцией, наказывая тех, кто не сообщает о неправомерных действиях. Чавес заявил, что он выступает за прозрачность между правительством и прессой, университетами и гражданами, и что он планирует способствовать этому посредством ежедневного отчета о деятельности, осуществляемой государственными учреждениями.
Его план в отношении безработицы включает поощрение большего числа женщин к трудоустройству и увеличение числа выпускников STEM в ответ на растущий спрос. Он также поддержал двуязычное образование и пообещал приветствовать иностранные предприятия в Коста-Рике.
В довершение своей предвыборной программы он предложил план из пяти шагов по снижению стоимости жизни. План предусматривает отмену налогов с основных продуктов питания и предметов домашнего обихода, снижение цен на рис, снижение цен на электроэнергию, ликвидацию монополий и поддержку фермеров в импорте более эффективных агрохимикатов. Он также заявил, что не поддерживает обязательную вакцинацию от COVID-19.
Ротсей Росалес, политолог и глава Национальной политической обсерватории Университета Коста-Рики, заявил, что Чавес занимает либеральную экономическую позицию, социально консервативен, выступает за закон и порядок и против политического класса.
В ночь на 6 февраля было объявлено, что Родриго Чавес встретится с бывшим президентом Хосе Марией Фигересом Ольсеном из партии PLN во втором туре выборов, который состоялся 3 апреля. Несколько опросов общественного мнения во втором туре поставили Чавеса на первое место. 3 апреля местная пресса объявила о победе Чавеса над Фигерасом.
Чавес официально вступил в должность 8 мая 2022 года.

## Награды
- Орден князя Ярослава Мудрого I степени (23 августа 2024 года, Украина) — за весомый личный вклад в укрепление межгосударственного сотрудничества, поддержку суверенитета и территориальной целостности Украины, популяризацию Украинского государства в мире[12]